# Mont-Saint-Grégoire
Mont-Saint-Grégoire je obec v kanadské provincii Québec, která leží v oblasti Le Haut-Richelieu. K roku 2011 měla 3 086 obyvatel. Obyvatelé této obce se nazývají Grégoriens (ženy Grégoriennes).

## Historie
Obec Mont-Saint-Grégoire byla pojmenována podle papeže Řehoře I. Velikého (pontifikát: 590–604), jeho nástupcem se stal Sabinianus.
Je rodištěm Svatého André Bessetteho.

## Demografie
| Rozdělení                  | 2011                        | 2006                        | 2001                        |
| -------------------------- | --------------------------- | --------------------------- | --------------------------- |
| Populace                   | 3 086 (+5,6 % od roku 2006) | 2 922 (-5,8 % od roku 2001) | 3 102 (-0,3 % od roku 1996) |
| Území                      | 79,63 km²                   | 79,63 km²                   | 79,63 km²                   |
| Průměrný věk               | 41,4                        | 39,7                        | 36,8                        |
| Celkem soukromých bytů     | 1158                        | 1086                        | 1100                        |
| Průměrný příjem domácnosti | 71 462 $                    | 57 911 $                    | 50 417 $                    |